# Asociación Nacional de Industriales
La Asociación Nacional de Industriales —ANDI— es una agremiación sin ánimo de lucro. Fue fundada el 11 de septiembre de 1944 en Usaquén y desde entonces, es el gremio empresarial más importante de Colombia. Está integrado por un porcentaje significativo de empresas pertenecientes a sectores como el industrial, financiero, agroindustrial, de alimentos, comercial y de servicios, entre otros. Su sede principal se encuentra en Usaquén y cuenta con sedes en Barranquilla, Bogotá, Bucaramanga, Cali, Cartagena, Cúcuta, Ibagué, Manizales, Medellín, Pereira, Santander de Quilichao y Villavicencio. Actualmente se denomina Asociación Nacional de Empresarios de Colombia.

## Inicio
Fue creada con el propósito de participar con criterio unificado en la política económica nacional; varios gerentes de empresas de Antioquia se dieron cita el 11 de septiembre de 1944 para crear la Asociación Nacional de Empresarios de Colombia. Está integrado por un porcentaje significativo de empresas pertenecientes a sectores como el industrial, financiero, agroindustrial, de alimentos, comercial y de servicios, entre otros. La sede principal de la ANDI se encuentra en Medellín y cuenta con sedes en Bogotá, Cali, Barranquilla, Bucaramanga, Manizales, Pereira, Cúcuta, Ibagué, Cartagena, Santander de Quilichao y Villavicencio.

## Historia
Las riendas del gremio fueron asumidas por primera vez por Cipriano Restrepo, quien ocupó dicha dignidad hasta 1946, año en que asumió el cargo el legendario empresario José Gutiérrez Gómez, cuyo liderazgo permitió la creación del SENA en el gobierno del presidente General Gabriel París.
- Cipriano Restrepo (1944-1946)
- José Gutiérrez Gómez (1946-1957)
- Jorge Ortiz Rodríguez (1957-1960)
- Alejandro Uribe Escobar (1960-1963)
- Ignacio Betancur Campuzano (1963-1967)
- Luciano Elejalde Jaramillo (1967-1971)
- Luis Prieto Ocampo (1971-1974)
- Fabio Echeverri Correa (1974-1991)
- Carlos Arturo Ángel Arango (1991-1996)
- Luis Carlos Villegas Echeverri (1996-2013)
- Bruce Mac Master (2013-actual).

## Escalafón de innovación empresarial
En 2017, la ANDI y revista Dinero se unieron para hacer la primera versión del escalafón de innovación empresarial, un listado anual que se ha convertido en un punto de referencia para las empresas del país, en un momento en el que la innovación ha dejado de ser vista como una práctica hecha por pocos y se ha consolidado como un deber corporativo.
| Empresa                              | 2017 | 2018 | 2019 | 2020 | 2021 | 2022 |
| ------------------------------------ | ---- | ---- | ---- | ---- | ---- | ---- |
| Bayer                                | 1    |      |      |      |      |      |
| Digital Ware                         | 2    |      |      |      |      |      |
| Procaps                              | 3    |      | 3    | 7    | 1    | 8    |
| Colceramica – Grival                 | 4    | 6    |      |      |      |      |
| Industrias Médicas Sampedro          | 5    | 10   |      | 12   | 12   | 23   |
| Penagos Hermanos                     | 6    | 5    | 26   |      |      |      |
| Sumicol                              | 7    |      |      |      |      |      |
| Nalsani - Totto                      | 8    | 17   | 14   |      |      |      |
| Grupo Nutresa                        | 9    | 12   |      | 2    | 3    | 1    |
| Cavelier Abogados                    | 10   | 25   |      |      |      |      |
| Henkel Colombia                      | 11   |      |      |      |      |      |
| Haceb                                | 12   | 23   |      | 24   | 22   |      |
| Alpina                               | 13   |      | 20   | 11   | 29   | 3    |
| Team Foods Colombia S.A.             | 14   |      |      |      |      |      |
| Bonem S.A.                           | 15   |      |      |      |      |      |
| Enel                                 | 16   | 14   | 12   | 26   | 11   | 6    |
| Bel Star S.A. - Ebel Internacional   | 17   | 11   |      |      |      |      |
| Bbva Colombia                        | 18   |      |      |      |      |      |
| La Tour S.A.                         | 19   |      |      |      |      |      |
| Colombina                            | 20   |      |      | 28   |      |      |
| Integra                              | 21   |      | 28   | 13   |      |      |
| Auteco                               | 22   |      |      |      |      |      |
| Invesa – Invesa                      | 23   |      |      |      |      |      |
| Tronex                               | 24   | 21   | 21   |      |      |      |
| Grupo Familia                        | 25   | 2    | 7    | 3    | 5    | 12   |
| Cementos Argos                       |      | 1    | 1    | 4    | 9    |      |
| Ecopetrol                            |      | 3    | 4    | 1    | 2    | 5    |
| Renault Sofasa                       |      | 4    | 6    | 22   | 28   | 18   |
| Basf Química Colombiana              |      | 7    |      | 25   |      | 17   |
| Dow Química De Colombia              |      | 8    | 9    |      |      |      |
| 3M Colombia                          |      | 9    |      |      |      |      |
| Seguros Sura Colombia                |      | 13   | 11   | 16   | 10   | 2    |
| COTECMAR                             |      | 15   | 18   | 5    | 15   | 19   |
| Cerámica Italia                      |      | 16   |      |      |      |      |
| Protécnica Ingeniería                |      | 18   |      |      |      |      |
| Ambiente Soluciones                  |      | 19   |      |      | 23   |      |
| Nediar                               |      | 20   | 15   | 20   |      |      |
| Nutreo                               |      | 22   | 13   | 8    |      |      |
| Lafayette                            |      | 24   |      |      |      |      |
| Corona                               |      |      | 2    | 6    | 4    | 4    |
| Alsec                                |      |      | 5    | 9    | 8    | 7    |
| Grupo ISA                            |      |      | 8    |      |      | 15   |
| Bancolombia                          |      |      | 10   | 14   |      |      |
| Celsia                               |      |      | 16   |      |      |      |
| Protécnica Ingeniería                |      |      | 17   |      |      |      |
| Netux                                |      |      | 19   | 17   |      |      |
| Seguros Bolívar                      |      |      | 22   |      |      |      |
| Avianca                              |      |      | 23   |      |      |      |
| Movistar Colombia                    |      |      | 24   | 10   |      |      |
| Open Systems Colombia                |      |      | 25   |      |      |      |
| Grupo Réditos                        |      |      | 27   |      |      |      |
| Productos Ramo                       |      |      | 29   |      |      |      |
| Alianza Team                         |      |      |      | 21   | 6    | 9    |
| Open Internacional                   |      |      |      | 15   |      | 20   |
| Banco Davivienda                     |      |      |      | 18   |      |      |
| MAB Ingeniería de Valor              |      |      |      | 19   |      |      |
| ESSI                                 |      |      |      | 23   | 17   |      |
| Nelo Group                           |      |      |      |      |      | 42   |
| Crystal                              |      | 26   |      | 27   | 20   |      |
| Carvajal                             |      |      |      | 23   |      |      |
| Postobón                             |      |      |      | 30   | 25   | 11   |
| Esenttia                             |      |      |      |      | 7    | 10   |
| Conconcreto                          |      |      |      |      | 13   | 16   |
| Protécnica Ingeniería                |      |      |      |      | 14   |      |
| WaveComm Corporation                 |      |      |      |      | 16   | 21   |
| B. Altman                            |      |      |      |      | 18   |      |
| Bialtec                              |      |      |      |      | 19   |      |
| Tech Innovation Group                |      |      |      |      | 21   |      |
| EPM                                  |      |      |      |      | 24   |      |
| Supracafe Colombia                   |      |      |      |      | 27   |      |
| Andercol                             |      |      |      |      | 30   |      |
| Fundación Cardiovascular de Colombia |      |      |      |      |      | 13   |
| Grupo BIOS                           |      |      |      |      |      | 14   |
| Terpel                               |      |      |      |      |      | 22   |
| Octopus Force                        |      |      |      |      |      | 24   |
| Construtora Bolívar                  |      |      |      |      |      | 25   |
| Colsubsidio                          |      |      |      |      |      | 26   |
| AFP Protección                       |      |      |      |      |      | 27   |
| Glasst                               |      |      |      |      |      | 29   |
| Alico                                |      |      |      |      |      | 30   |